# Frans Keulen
Frans Joseph Keulen (Brunssum, 12 januari 1927 - Brunssum, 8 juni 2010) was een Nederlands acteur, bekend van televisie, film, theater en toneel. Hij speelde onder andere de rol van oude Hendrik in het met een Gouden Kalf bekroonde televisiedrama De Partizanen uit 1995.

## Biografie
Frans Keulen werd geboren in januari 1927 te Brunssum als oudste zoon van Johannes Gerardus Keulen en Maria Godderij. Tijdens zijn gymnasiumtijd in Weert werd hij door een van de leraren overgehaald om het toneel op te gaan. In eerste instantie met tegenzin en overlopend van zenuwen en angst, kreeg hij echter al snel de smaak te pakken. Na zijn middelbare school kwam hij bij de jeugdbeweging terecht, alwaar hij toneel en cabaret speelde en regisseerde en ook tijdens zijn militaire diensttijd verleende hij zijn medewerking aan cabaretvoorstellingen. In 1968 nam hij voordrachtslessen bij de directrice van de toneelacademie Maastricht, mevrouw Antoinette de Visser.

## Theater en toneel
- 1950 – 1953: Jeune premier bij Toneelvereniging Ons Genoegen uit Brunssum
- 1950 – 1953: Regisseur bij toneelvereniging uit Merkelbeek
- 1950 – 1957: Jeune premier bij het Zuid Limburgs Toneel (ZLT)
- 1954 – 1956: Regisseur & acteur bij Jeugdtoneelgroep Patmos
- 1954 – 1956: Gastacteur bij Toneelvereniging Vondel uit Schinveld
- 1954 – 1956: Gastacteur bij Toneelvereniging De Narrekap uit Hoensbroek
- 1954 – 1956: Gastacteur bij Toneelvereniging De Flierefluiters uit Heerlen
- 1954 – 1956: Hoorspelacteur voor Regionale Omroep Zuid (ROZ)
- 1956 – 1966: Regisseur & acteur bij Speelgroep Gelre uit Roermond
- 1957 - : acteur bij toneelvereniging St.Ardalion uit Hoensbroek
- 1957 – 1967: Gastacteur bij het beroepstoneelgezelschap Speelgroep Limburg
- 1962 – 1964: Regisseur & acteur bij de Dramatische Kunstkring uit Heerlen
- 1968 – 1969: acteur bij Stichting Het Groot-Limburgs Toneel
- 1969 - : acteur bij Toneelvereniging M46 uit Maastricht
- 1975 – 1976: Gastacteur bij Speelgroep Expressie uit Heerlen in Nora (of een poppenhuis) van Henrik Ibsen onder regie van Franck van Erven

## Televisie
- 1955 - De woesteling (Tsjechov) – KRO Eenactersfestival

## Filmografie
- 1974: De lieverdjes uit Amsterdam - de rol van tandarts
- 1975: Pim Pandoer in het nauw - de rol van Bas Baanders (oom Bas), pleegvader van Fer Donkers alias Pim Pandoer
- 1976: Dik Trom weet raad - de rol van Karel de voddeman en verhuurder van een kar
- 1977: Sjors en Sjimmie en het Zwaard van Krijn - de rol van Kolonel Brulgraag
- 1978: Billy Turf het dikste studentje ter wereld - de rol van Directeur Uilemans van het internaat
- 1982: Billy Turf haantje de voorste - de rol van Directeur Uilemans van het internaat
- 1983: Billy Turf kontra Kwel - de rol van Directeur Uilemans van het internaat
- 1985: Wie het laatst lacht / Geheim van de Blauwe Diamant - de rol van Notaris W. Donks
- 1994: De Partizanen - de rol van Oude Hendrik

## Trivia
- 1953: 2e Prijs in het Toernooi der Maasgouwen / Elsloo voor Gezworen Kameraden van het Zuid Limburgs Toneel met Frans Keulen & Hub Consten in de hoofdrol
- 1968: beste acteursrol in het Toernooi der Maasgouwen / Elsloo voor zijn rol als Sir Winfried in Getuige à Charge met de toneelvereniging St.Ardalion
- 1969: beste acteursrol, de regieprijs en de Prius voor de keuze van het beste stuk in het Eenakterfestival / Stein voor de regie en zijn rol in Oog om oog van Shaffer
- 1975: beste Limburgse acteursrol en beste Limburgse toneelstuk in de voorronde van het Koninklijk Landjuweel voor zijn rol in Wals der Toreadors van Anouilh met de Stichting M’46
- 1980: de hoogste onderscheiding, de zilveren Rederijkersspeld, van de Stichting Nederlands Centrum Amateurtheater (NCA) voor zijn verdiensten op toneelgebied
- 1988: geridderd in de Orde van Oranje-Nassau
- 1995: het Gouden Kalf met de film De Partizanen voor het beste televisiedrama